# Roger Jordan
Roger Jordan, född 26 maj 1972, är en friidrottare från Barbados. Han deltog vid olympiska sommarspelen 1992.